# Nyitray András
Nyitray András Károly (Budapest, 1944. október 2. –) magyar gépészmérnök, politikus, 1998 és 2010 között országgyűlési képviselő (Fidesz).

## Élete
Nyitray Károly és Nemcsik Sarolta fiaként született. Általános iskolai tanulmányait a kecskeméti Ének-zenei Általános Iskolában, a középiskolát a budapesti Bláthy Ottó Erősáramú Ipari Technikumban végezte, majd a Budapesti Műszaki Egyetem hallgatója lett, ahol 1968-ban szerzett gépészmérnöki diplomát.
A Bácsépszernél helyezkedett el technikusként, majd 1969-től 1983-ig a Bácsép (DUTÉP) munkatársa volt tervezőként, művezetőként, majd üzemvezetőként. Ezután a VITÁL kisszövetkezet szolgáltatás-vezetője és elnökhelyettese volt, majd 1989-től 1990-ig a DUREN vállalat műszaki igazgató-helyetteseként dolgozott, 1990-ben pedig a VITAGÁZ Kft. ügyvezetője lett.
A rendszerváltás idején kezdett politizálni, előbb 1990 és 1993 között a Szabad Demokraták Szövetségének volt tagja, majd 1994-ben a Fideszhez csatlakozott. 1995-ben a párt kecskeméti, 1997-ben Bács-Kiskun megyei szervezetének lett elnöke. Az 1998-as, a 2002-es és a 2006-os országgyűlési választáson Bács-Kiskun megye 1. számú választókerületéből szerzett mandátumot, az Országgyűlésben a nemzetbiztonsági, illetve a honvédelmi és rendészeti bizottság tagja, valamint az anyagi, technikai, költségvetési, hadiipari albizottság elnöke volt.